# Lista dos campeões das copas estaduais do Brasil de 2021
A lista a seguir traz dados acerca dos campeonatos das Copas Estaduais de futebol realizadas no Brasil em 2021. Significados das colunas:
- Estado: nome do estado, listados em ordem alfabética.
- Copa do Brasil 2022: times classificados para a Copa do Brasil em sua edição de 2022.
- Série D 2022: times classificados para o Campeonato Brasileiro de Futebol - Série D em sua edição de 2022.
- Final: placares dos jogos finais ou, em caso de não ter havido final, a vantagem do campeão ao final do campeonato.

## Copas Estaduais
| Estado | Campeão/Artilheiro                                                 | Vice-campeão        | Copa do Brasil 2022 | Série D 2022    | Final                                                           |
| ------ | ------------------------------------------------------------------ | ------------------- | ------------------- | --------------- | --------------------------------------------------------------- |
| AL     | ASA (3º título - 2° consec.) Alan (CSE) 3 gols                     | Coruripe            | ASA                 | ASA             | ASA 1 x 0 Coruripe                                              |
| CE     | Icasa (2º título) Patuta (Guarany de Sobral) Rhuann (Icasa) 4 gols | Caucaia             | Icasa               | —               | Caucaia 0 x 1 Icasa                                             |
| ES     | Nova Venécia (1º título) Jobson (Capixaba) 7 gols                  | Aster Brasil        | Nova Venécia        | Nova Venécia    | Nova Venécia (6) 1 x 1 (5) Aster Brasil                         |
| MA     | Tuntum (1° título) Mateus Malvadão (Tuntum) 6 gols                 | Juventude Samas     | Tuntum              | Juventude Samas | Juventude Samas 0 x 1 Tuntum 1 x 1 Juventude Samas              |
| MT     | União Rondonópolis (2º título) Gustavo Nescau (Cuiabá) 6 gols      | Dom Bosco           | União Rondonópolis  | —               | Dom Bosco 0 x 2 União Rondonópolis 0 x 0 Dom Bosco              |
| RJ     | Pérolas Negras (1º título) Di Maria (Americano) 6 gols             | Maricá              | Maricá              | Pérolas Negras  | Pérolas Negras 1 x 1 Maricá (6) 1 x 1 (7) Pérolas Negras        |
| RS     | Glória (1º título) Lucas Silva (Aimoré) 13 gols                    | Novo Hamburgo       | Glória              | —               | Glória 2 x 0 Novo Hamburgo 1 x 1 Glória                         |
| SC     | Figueirense (3º título) Marllon (Juventus de Jaraguá) 6 gols       | Juventus de Jaraguá | Figueirense         | —               | Juventus de Jaraguá 0 x 0 Figueirense 2 x 0 Juventus de Jaraguá |
| SP     | São Bernardo (2º título) Caio Mancha (Portuguesa) 6 gols           | Botafogo-SP         | Botafogo-SP         | São Bernardo    | Botafogo-SP 2 x 0 São Bernardo (5) 2 x 0 (4) Botafogo-SP        |

## Recopas Estaduais
| Campeonato                 | Final                                            | Final         | Final                                                 |
| Campeonato                 | Vencedor                                         | Placar        | Vice                                                  |
| -------------------------- | ------------------------------------------------ | ------------- | ----------------------------------------------------- |
| Recopa Gaúcha de 2021      | Grêmio Campeão do Campeonato Gaúcho de 2020      | 3 – 0         | Santa Cruz Campeão de Copa FGF de 2020                |
| Recopa Catarinense de 2021 | Joinville Campeão da Copa Santa Catarina de 2020 | 1 (5) – (3) 1 | Chapecoense Campeão do Campeonato Catarinense de 2020 |